# Dogstar
Dogstar es una banda estadounidense de grunge y rock alternativo formada a comienzos de 1990. 
La banda realizó presentaciones en el Zwemdokrock Festival (Lummen, Bélgica) en 1996 y en el Glastonbury Festival (Reino Unido) en 1999, y lanzaron dos álbumes de estudio y un EP. 
La banda ganó la atención de los medios de comunicación debido a las actividades no-musicales que realizó el bajista de la banda, Keanu Reeves, quien había actuado en Hollywood en películas como Speed y The Matrix. 
A principios de mayo de 2023 la banda anunció su regreso con un nuevo álbum en más de dos décadas para una actuación en el festival de música BottleRock Napa Valley. 
Su último álbum, Somewhere Between the Power Lines and Palm Trees, se lanzó el 6 de octubre de 2023.

## Origen de la banda y el nombre
La génesis de Dogstar fue un encuentro casual entre Robert Mailhouse y Keanu Reeves en un supermercado en 1991. Mailhouse llevaba un suéter de hockey de los Detroit Red Wings, y Reeves (un ávido fanático del hockey y un entusiasta jugador de este deporte) preguntó si Mailhouse necesitaba un portero. Cuando los dos hombres formaron una amistad, comenzaron a tocar juntos y se les unió Gregg Miller como guitarrista y cantante principal original en 1992. Reeves dijo que una cosa llevó a la otra en la historia de la banda:

Ya sabes, empezamos en un garaje, y luego terminas empezando a escribir canciones, y luego dices "¡Salgamos a tocarlas!", y luego dices "¡Vamos de gira!", y entonces... estás jugando.
Keanu Reeves en una entrevista con Jimmy Fallon

La banda originalmente se llamó a sí misma Small Fecal Matter, y luego BFS (Big Fucking Shit, o Big Fucking Sound), antes de decidirse por Dogstar, después de que Mailhouse encontrara el nombre en el libro Sexus, escrito por Henry Miller.

## Historia

### 1994–1999: Quattro Formaggi, Nuestro pequeño visionario y presentaciones en vivo
Bret Domrose se unió a Dogstar como vocalista y guitarrista adicional en 1994. Un año después, la banda realizó numerosas giras por Estados Unidos y Asia, y abrió para David Bowie en su concierto en el Hollywood Palladium de 1995, donde versionaron una canción de Pink Floyd, así como para Bon Jovi en su  These Days - Tour Crossroads de 1995 en Australia y Nueva Zelanda. Sin embargo, Miller dejó la banda al final de la gira. Con Quattro Formaggi, lanzaron su primer disco, un EP de cuatro pistas en 1996, a través de Zoo Entertainment, y siguieron con su álbum debut, Our Little Visionary, que solo se distribuyó en Japón, a pesar de que Dogstar ya tenía una base de fans en todo el mundo. La banda también actuó en los Zee Cine Awards en India, el Festival Zwemdokrock de 1996 en Lummen, Bélgica, y en el Festival de Glastonbury de 1999 en Pilton, Somerset, Inglaterra.

### 1999-2002: Happy Ending, ruptura y post-Dogstar
Aunque los miembros de la banda tenían otros compromisos laborales, en 1999 siguió un segundo álbum, Happy Ending, producido por Michael Vail Blum y Richie Zito. Domrose calificó la música de este disco como más "pop-agresiva" que el trabajo anterior de la banda. Su última actuación de su carrera inicial fue en octubre de 2002 en Japón, separándose después. Domrose actuó como solista, tocó brevemente la guitarra con la banda Berlin y actualmente escribe música para cine y televisión. Más tarde, Reeves y Mailhouse actuaron juntos en una banda llamada becky.

### 2020-presente: ensayos y reencuentro

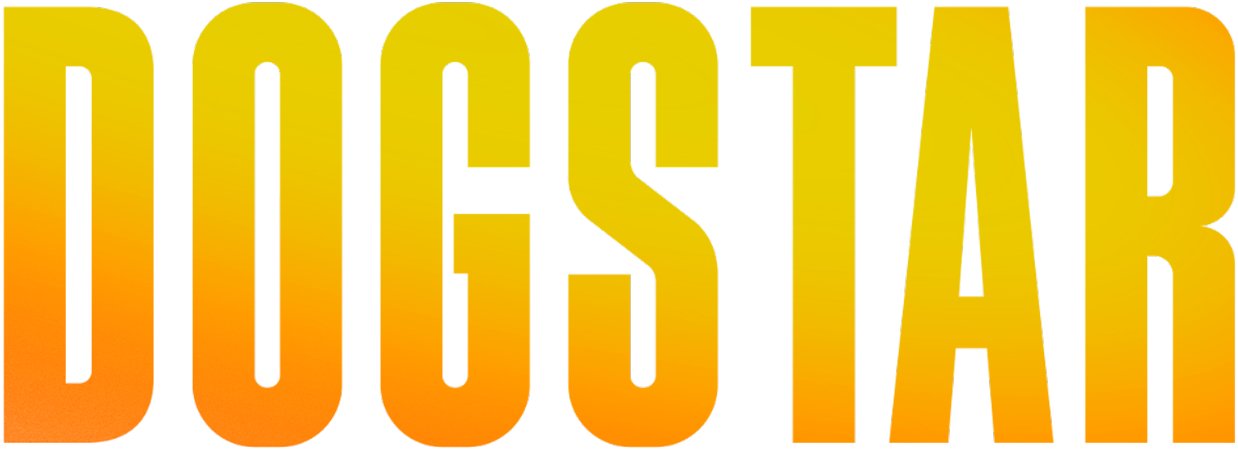
Logo de la Banda usado desde 2023

En los años posteriores a la última actuación de la banda en 2002, sus tres miembros se reunían ocasionalmente para sesiones improvisadas en la casa de Mailhouse en Silver Lake. El inicio de la pandemia de COVID-19 en marzo de 2020 llevó a los integrantes de la banda a pasar más tiempo juntos en cuarentena. 
Los días de ensayo de ocho horas pronto se convirtieron en sesiones de composición; en dos meses y medio, la banda había escrito canciones más que suficientes para un nuevo álbum, y contrataron a Dave Trumfio para que lo produjera. En julio de 2022, una publicación en la cuenta de Instagram de Dogstar decía: "Estamos de vuelta".
En mayo de 2023, Dogstar realizó su primera actuación pública en más de 20 años en el festival de música BottleRock Napa Valley, tras una invitación de los organizadores del festival. La actuación consistió en canciones de los dos primeros álbumes de la banda, junto con música nueva de su próximo tercer álbum. Dos meses después, la banda lanzó el sencillo Everything Turns Around y anunció su tercer álbum, Somewhere Between the Power Lines and Palm Trees, lanzado el 6 de octubre de 2023. La banda también anunció una gira de 25 fechas en Norteamérica y Japón en apoyo del álbum, comenzando el 10 de agosto en Hermosa Beach, California.

## Integrantes
- Keanu Reeves - voz, bajo (1991-2002) (2023-presente)
- Robert Mailhouse - voz de apoyo, percusión, batería (1991-2002) (2023-presente)
- Bret Domrose - voz de apoyo, guitarra (1994-2002) (2023-presente)

### Miembros anteriores
Gregg Miller - voz de apoyo, guitarra (1992-1994)

## Discografía

### Álbumes de estudio
- Our Little Visionary (1996, Zoo Entertainment)
- Happy Ending (2000, Ultimatum Music)
- Somewhere Between the Power Lines and Palm Trees (2023, Dillon Street)

### EPs
- Quattro Formaggi (1996, Zoo Entertainment)

### Recopilaciones
- Canción "Shine" en el álbum tributo a la banda Mr. Big titulado Influences & Connections – Volume One: Mr. Big (2004)